# نوتی لینتامو
نوتی لینتامو (انگلیسی: Nuutti Lintamo; ۲۳ دسامبر ۱۹۰۹ – ۲۵ ژوئن ۱۹۷۳) بازیکن فوتبال اهل فنلاند بود.
از باشگاه‌هایی که در آن بازی کرده‌است می‌توان به باشگاه فوتبال واسان پالوسئورا اشاره کرد.
وی همچنین در تیم ملی فوتبال فنلاند بازی کرده‌است.